# Irina Starchenbaum
 (juin 2021).
Si vous disposez d'ouvrages ou d'articles de référence ou si vous connaissez des sites web de qualité traitant du thème abordé ici, merci de compléter l'article en donnant les références utiles à sa vérifiabilité et en les liant à la section « Notes et références ».
Irina Vladimirovna Starchenbaum (en russe : Ирина Владимировна Старшенба́ум), née le 30 mars 1992 à Moscou, est une actrice russe.

## Filmographie
- 2015 : Délocalisation (Переезд)
- 2015 : Toit du monde (Крыша мира)
- 2016 : Chacal (Шакал) (série télévisée)
- 2016 : Olga (Ольга) (série télévisée)
- 2017 : Attraction (Притяжение)
- 2017 : Eau noire (Чёрная вода)
- 2018 : La Glace (Лёд)
- 2018 : Leto (Лето)
- 2018 : Kilimandjara (Килиманджара)
- 2018 : T-34, machine de guerre
- 2019 : Femme gardée (Содержанки)
- 2019 : Sherlock Holmes in Russia (Шерлок Холмс в России) (série télévisée)
- 2019 : Professeurs (Учителя) (série télévisée)
- 2019 : Invasion (Вторжение)
- 2021 : Obchtchaga (Общага)

## Distinctions

### Nominations
- 32e cérémonie des Nika : Nika de la meilleure actrice pour Leto
- 18e cérémonie des Aigles d'or : Aigle d'or de la meilleure actrice au cinéma pour T-34, machine de guerre